# برونا بنیتس
برونا بیاتریز بنیتس سوارس (به پرتغالی: Bruna Beatriz Benites Soares) (زادهٔ ۱۶ اکتبر ۱۹۸۵), یک بازیکن زن فوتبال اهل برزیل است که بیشتر با نام کوتاه برونا بنیتس شناخته می‌شود. پست تخصصی وی مدافع است. او هم‌اکنون برای باشگاه هیوستون دش و در لیگ ملی فوتبال زنان آمریکا بازی می‌کند. وی همچنین یکی از اعضای تیم ملی فوتبال زنان برزیل است.

## زندگی شخصی
برونا یاتریز یکی از اعضای کلیسای عیسی مسیح قدیسان آخرالزمان است. او همچنین دارای مدرک فیزیوتراپی از دانشگاه کاتولیک بوسکو واقع در کامپوگرانده است.

## پیشه باشگاهی
سوارس برای برای باشگاه‌های فوز کاتاراتاس و سان خوزه در برزیل بازی کرده‌است.
در ژوئیه سال ۲۰۱۶ با امضای قراردادی برای یک فصل به باشگاه فوتبال آوالدسنس نروژ پیوست.
در ۳۰ نوامبر ۲۰۱۶ وی با باشگاه فوتبال هیوستون دش قرارداد بست.

## پیشه ملی
بنیتس اولین بازی ملی خود را در المپیک تابستانی ۲۰۱۲ انجام داد. در بازی مقابل بریتانیا او یم کارت زرد گرفت و در فینال هم به تیم ژاپن باختند. در مه ۲۰۱۵ برونا کاپیتان تیم برزیل از ناحیهٔ رباط صلیبی جلویی مصدوم شد و باعث شد تا او جام جهانی ۲۰۱۵ کانادا را از دست بدهد.

### گل‌های ملی
| تعداد گل زده | تاریخ      | مکان     | تیم حریف | #   | گل زده | نتیجه | چهارچوب رقابتها           |
| ------------ | ---------- | -------- | -------- | --- | ------ | ----- | ------------------------- |
| ۱گل          | ۲۰۱۴-۰۳-۱۰ | سانتیاگو | ونزوئلا  | ۱٫۱ | 3–0    | 5–0   | South American Games 2014 |
| ۲گل          | ۲۰۱۴-۰۳-۱۲ | سانتیاگو | کلمبیا   | ۱٫۱ | 1–0    | 2–1   | South American Games 2014 |
| ۳گل          | ۲۰۱۴-۰۳-۱۶ | سانتیاگو | ونزوئلا  | ۱٫۱ | 1–0    | 2–0   | South American Games 2014 |
| ۴گل          | ۲۰۱۵-۰۳-۰۹ | پارشال   | آلمان    | ۱٫۱ | 1–1    | 1–3   | جام آلگاروه ۲۰۱۵          |